# South Esk River
 (mai 2018).
Si vous disposez d'ouvrages ou d'articles de référence ou si vous connaissez des sites web de qualité traitant du thème abordé ici, merci de compléter l'article en donnant les références utiles à sa vérifiabilité et en les liant à la section « Notes et références ».
Pour les articles homonymes, voir Esk.
La South Esk River est le plus long (255 km) cours d'eau de Tasmanie en Australie. Elle prend sa source à 811 m d'altitude dans les montagnes près de Fingal, traverse Avoca, Evandale, Longford, Hadspen et, enfin, Launceston où elle rejoint la North Esk River pour former la Tamar. Le cours de la rivière est entravé par un barrage, le Trevallyn Dam, près de Launceston, barrage qui permet d'alimenter Launceston en électricité. Une partie de l'eau retenue par le barrage Trevallyn ne passe par la centrale mais par les gorges de la cataracte -Cataract Gorge- pour rejoindre aussi la Tamar. Comme la South Esk River connait des crues régulières, les gorges sont traversées régulièrement par des rapides importants. 
La Macquarie est un affluent de la South Esk River.